# Pac-Man VR
Pac-Man VR é um jogo da franquia Pac-Man, desenvolvido para o sistema arcade Virtuality, lançado em 1996.